# Nông trường Lệ Ninh (thị trấn)
Nông trường Lệ Ninh là một thị trấn nông trường thuộc huyện Lệ Thủy, tỉnh Quảng Bình, Việt Nam.

## Địa lý
Thị trấn nông trường Lệ Ninh nằm ở phía tây của huyện Lệ Thủy, có vị trí địa lý:
- Phía bắc giáp xã Vạn Ninh của huyện Quảng Ninh
- Phía nam giáp xã Sơn Thủy và xã Ngân Thủy
- Phía đông giáp xã Sơn Thủy và xã Hoa Thủy
- Phía tây giáp xã Ngân Thủy.

Thị trấn Nông trường Lệ Ninh có diện tích 11,36 km², dân số năm 2019 là 4.876 người, mật độ dân số đạt 429 người/km².
Đường Hồ Chí Minh chạy qua địa bàn thị trấn.

## Lịch sử
Thị trấn Nông trường Lệ Ninh được thành lập vào ngày 6 tháng 8 năm 1966 trên cơ sở khu dân cư tập trung của Nông trường quốc doanh Lệ Ninh (tiền thân của Công ty TNHH một thành viên Lệ Ninh). Nơi đây từng là nơi tập trung quân lương, bộ đội để trực tiếp chuyển vào miền Nam, nơi đóng Binh trạm 16 của Đoàn 559.

## Kinh tế
Cơ cấu kinh tế của thị trấn chủ yếu là nông nghiệp (cây công nghiệp), tiểu thủ công nghiệp, dịch vụ. Nơi giao lưu buôn bán có chợ Lệ Ninh.

## Hành chính
Thị trấn Nông trường Lệ Ninh được chia làm 8 tổ dân phố: 1, 2, 3, 4, 5, 6, Liên Cơ, Quyết Tiến.